# Metopina oligoneura
Metopina oligoneura är en tvåvingeart som först beskrevs av Josef Mik 1867.  Metopina oligoneura ingår i släktet Metopina och familjen puckelflugor. Arten är reproducerande i Sverige. Inga underarter finns listade i Catalogue of Life.